# Лео Харагуа
Леонардо Мендонса да Роза, більш відомий як Лео Жарагуа (нар. 21 травня 1987, Жарагуа-ду-Сул) — бразильський футзаліст, натуралізований у Казахстані.

## Кар'єра

### Клуб
Він почав свою кар'єру в рідній країні, перш ніж перейти в «Кайрат» Алмати в 2009 році. У Казахстані він залишався сім сезонів поспіль, двічі ставши чемпіоном Європи.
У сезоні 2016-2017 був відданий в оренду лісабонському «Спортінгу», де залишався до червня наступного року, коли повернувся в «Кайрат».
Влітку 2019 року він повернувся до Лісабона (цього разу на постійній основі), де за підсумками сезону виграв свою третю Лігу чемпіонів у кар’єрі; першу для лузитанців.

### Збірна
Завдяки казахському громадянству, отриманому під час гри у Кайраті, у 2015 році він увійшов до складу національної збірної Казахстану. Наступного року він став бронзовим призером чемпіонату Європи в Белграді.

## Досягнення

### Клубні (національні)
- Чемпіонат Португалії: 2016-2017
- Чемпіонат Казахстану: 2009-2010, 2010-2011, 2011-2012, 2012-2013, 2013-2014, 2014-2015, 2015-2016, 2017-2018
- Кубок Португалії: 2018-2019
- Кубок Казахстану: 2009-2010, 2012-2013, 2014-2015, 2015-2016, 2017-2018
- Кубок Ліги (Португалія): 2016-2017
- Суперкубок Португалії: 2018
- Суперкубок Казахстану: 2012, 2013, 2014, 2017

### Клубні (міжнародні)
- Ліга чемпіонів УЄФА: 2012-2013, 2014-2015, 2018-2019
- Міжконтинентальний кубок: 2014